# 熊本県道338号八代不知火線
熊本県道338号八代不知火線（くまもとけんどう338ごう やつしろしらぬひせん）は、熊本県八代市から宇城市に至る一般県道である。

## 概要

### 路線データ
- 起点：熊本県八代市植柳下町（八代市植柳下町交差点、熊本県道42号八代鏡線交点）
- 終点：熊本県宇城市不知火町高良（不知火町高良交差点、国道266号交点、宇城北部広域農道終点）

## 歴史
- 1995年（平成7年） - 路線認定。

農林水産省が広域農道の都道府県道路線認定を認めたため、従来の八代松橋広域農道を県道として認定したもの。
- 2016年（平成28年）4月16日 - 熊本地震の本震により鏡港の横江大橋で中央付近の橋脚が約2 m沈下、通行止[1]。

その後、上下流部に仮桟橋が建設され、2017年（平成29年）6月1日から上流部の仮桟橋を使用して最大積載重量2 t以下の車両は通行可能となった。その後本復旧が行われ、2019年（平成31年）2月2日より本来の橋での通行が再開された。

## 路線状況

### 道路施設

#### 橋梁
- 横江大橋

## 地理

### 通過する自治体
- 八代市
- 八代郡氷川町
- 宇城市

### 交差する道路
| 交差する道路                    | 市町村名 | 交差する場所 | 交差する場所              |
| ------------------------------- | -------- | ------------ | ------------------------- |
| 熊本県道42号八代鏡線            | 八代市   | 植柳下町     | 植柳下町交差点 / 起点     |
| 熊本県道250号八代港大手町線     | 八代市   | 新開町       | 新浜町交差点              |
| 熊本県道336号八代港線           | 八代市   | 沖町         |                           |
| 熊本県道251号郡築横手線         | 八代市   | 古閑浜町     |                           |
| 熊本県道245号共栄千丁停車場線   | 八代市   | 千丁町古閑出 | 千丁町古閑出交差点        |
| 熊本県道322号大牟田大鞘八代港線 | 八代市   | 鏡町北新地   |                           |
| 国道266号 宇城北部広域農道      | 宇城市   | 不知火町高良 | 不知火町高良交差点 / 終点 |

### 交差する鉄道
- 九州新幹線

### 沿線
- 八代海
- 八代港
- 球磨川
- ゆめタウン八代
- 宇城市役所 不知火支所